# John Yeboah
John Yeboah Zamora (Amburgo, 23 giugno 2000) è un calciatore ecuadoriano con cittadinanza tedesca, attaccante del Venezia e della nazionale ecuadoriana.

## Biografia
Yeboah è nato in Germania da padre ghanese e madre ecuadoriana.

## Caratteristiche tecniche
Di ruolo ala sinistra, è brevilineo e rapido nel dribbling.  

## Carriera

### Club
Cresciuto nel settore giovanile del Wolfsburg, ha esordito in prima squadra il 3 novembre 2018 in occasione dell'incontro di Bundesliga perso 1-0 contro il Borussia Dortmund.
Il 2 settembre 2019 è stato ceduto in prestito al VVV-Venlo.
Il 15 settembre 2020 viene ceduto nuovamente in prestito sempre nei Paesi Bassi, questa volta al Willem II.
Il 30 agosto 2024 viene ceduto a titolo definitivo al Venezia. Esordisce con i veneti il 14 settembre nella partita persa per 4-0 in casa del Milan, subentrando nella ripresa a Gaetano Oristanio. Il 20 aprile 2025 segna la sua prima rete in serie A, nella partita pareggiata per 2-2 in casa dell'Empoli. Il 16 agosto 2025, nell'esordio della nuova stagione in Coppa Italia, segna una doppietta, la sua prima con i veneti, nel successo per 4-0 contro il Mantova. 

### Nazionale
Dopo avere rappresentato le selezioni giovanili tedesche, nel 2023 sceglie di rappresentare l'Ecuador. Esordisce con la selezione sudamericana nell'amichevole vinta 2-0 contro il Guatemala, in cui ha realizzato il primo gol della sua squadra.

## Statistiche

### Presenze e reti nei club
Statistiche aggiornate al 16 agosto 2025.
| Stagione         | Squadra           | Campionato       | Campionato | Campionato | Coppe nazionali | Coppe nazionali | Coppe nazionali | Coppe continentali | Coppe continentali | Coppe continentali | Altre coppe | Altre coppe | Altre coppe | Totale | Totale |
| Stagione         | Squadra           | Comp             | Pres       | Reti       | Comp            | Pres            | Reti            | Comp               | Pres               | Reti               | Comp        | Pres        | Reti        | Pres   | Reti   |
| ---------------- | ----------------- | ---------------- | ---------- | ---------- | --------------- | --------------- | --------------- | ------------------ | ------------------ | ------------------ | ----------- | ----------- | ----------- | ------ | ------ |
| 2018-2019        | Wolfsburg II      | RL               | 5          | 4          | -               | -               | -               | -                  | -                  | -                  | -           | -           | -           | 5      | 4      |
| 2018-2019        | Wolfsburg         | BL               | 2          | 0          | CG              | 1               | 0               | -                  | -                  | -                  | -           | -           | -           | 3      | 0      |
| 2019-2020        | VVV-Venlo         | ED               | 18         | 1          | CO              | 0               | 0               | -                  | -                  | -                  | -           | -           | -           | 18     | 1      |
| 2020-gen.2021    | Willem II         | E                | 9          | 1          | CO              | 1               | 0               | UEL                | 1                  | 0                  | -           | -           | -           | 11     | 1      |
| gen.-giu. 2021   | Almere City       | EE               | 17+1       | 4+0        | CO              | 0               | 0               | -                  | -                  | -                  | -           | -           | -           | 18     | 4      |
| 2021-gen. 2022   | Willem II         | E                | 8          | 0          | CO              | 1               | 0               | -                  | -                  | -                  | -           | -           | -           | 9      | 0      |
| Totale Willem II | Totale Willem II  | Totale Willem II | 17         | 1          |                 | 2               | 0               |                    | 1                  | 0                  |             | -           | -           | 20     | 1      |
| gen.-giu. 2022   | Duisburg          | 3L               | 18         | 0          | CG              | -               | -               | -                  | -                  | -                  | -           | -           | -           | 18     | 0      |
| 2022-2023        | Śląsk Breslavia   | EK               | 32         | 10         | CP              | 4               | 3               | -                  | -                  | -                  | -           | -           | -           | 36     | 13     |
| 2023-2024        | Raków Częstochowa | EK               | 30         | 3          | CP              | 2               | 0               | UCL+UEL            | 5+6                | 0+1                | SP          | 1           | 0           | 44     | 4      |
| 2024-2025        | Venezia           | A                | 33         | 1          | CI              | 0               | 0               | -                  | -                  | -                  | -           | -           | -           | 33     | 1      |
| 2025-2026        | Venezia           | B                | 0          | 0          | CI              | 1               | 2               | -                  | -                  | -                  | -           | -           | -           | 1      | 2      |
| Totale Venezia   | Totale Venezia    | Totale Venezia   | 33         | 1          |                 | 1               | 2               |                    | -                  | -                  |             | -           | -           | 34     | 3      |
| Totale carriera  | Totale carriera   | Totale carriera  | 172+1      | 24         |                 | 10              | 5               |                    | 12                 | 1                  |             | 1           | 0           | 196    | 30     |

### Cronologia presenze e reti in nazionale
| Cronologia completa delle presenze e delle reti in nazionale ― Ecuador | Cronologia completa delle presenze e delle reti in nazionale ― Ecuador | Cronologia completa delle presenze e delle reti in nazionale ― Ecuador | Cronologia completa delle presenze e delle reti in nazionale ― Ecuador | Cronologia completa delle presenze e delle reti in nazionale ― Ecuador | Cronologia completa delle presenze e delle reti in nazionale ― Ecuador | Cronologia completa delle presenze e delle reti in nazionale ― Ecuador | Cronologia completa delle presenze e delle reti in nazionale ― Ecuador |
| Data                                                                   | Città                                                                  | In casa                                                                | Risultato                                                              | Ospiti                                                                 | Competizione                                                           | Reti                                                                   | Note                                                                   |
| ---------------------------------------------------------------------- | ---------------------------------------------------------------------- | ---------------------------------------------------------------------- | ---------------------------------------------------------------------- | ---------------------------------------------------------------------- | ---------------------------------------------------------------------- | ---------------------------------------------------------------------- | ---------------------------------------------------------------------- |
| 22-3-2024                                                              | Harrison                                                               | Ecuador                                                                | 2 – 0                                                                  | Guatemala                                                              | Amichevole                                                             | 1                                                                      | 64’                                                                    |
| 12-6-2024                                                              | Chester                                                                | Ecuador                                                                | 3 – 1                                                                  | Bolivia                                                                | Amichevole                                                             | 1                                                                      | 71’                                                                    |
| 16-6-2024                                                              | East Hartford                                                          | Ecuador                                                                | 2 – 1                                                                  | Honduras                                                               | Amichevole                                                             | -                                                                      | 60’                                                                    |
| 23-6-2024                                                              | Santa Clara                                                            | Ecuador                                                                | 1 – 2                                                                  | Venezuela                                                              | Coppa America 2024 - 1º turno                                          | -                                                                      | 35’                                                                    |
| 27-6-2024                                                              | Paradise                                                               | Ecuador                                                                | 3 – 1                                                                  | Giamaica                                                               | Coppa America 2024 - 1º turno                                          | -                                                                      | 64’                                                                    |
| 5-7-2024                                                               | Houston                                                                | Argentina                                                              | 1 – 1 (4 – 2 dtr)                                                      | Ecuador                                                                | Coppa America 2024 - Quarti di finale                                  | -                                                                      | 80’                                                                    |
| 6-9-2024                                                               | Curitiba                                                               | Brasile                                                                | 1 – 0                                                                  | Ecuador                                                                | Qual. Mondiali 2026                                                    | -                                                                      | 68’                                                                    |
| 10-9-2024                                                              | Quito                                                                  | Ecuador                                                                | 1 – 0                                                                  | Perù                                                                   | Qual. Mondiali 2026                                                    | -                                                                      | 59’                                                                    |
| 10-10-2024                                                             | Quito                                                                  | Ecuador                                                                | 0 – 0                                                                  | Paraguay                                                               | Qual. Mondiali 2026                                                    | -                                                                      | 77’                                                                    |
| 15-10-2024                                                             | Montevideo                                                             | Uruguay                                                                | 0 – 0                                                                  | Ecuador                                                                | Qual. Mondiali 2026                                                    | -                                                                      | 90+3’                                                                  |
| 14-11-2024                                                             | Guayaquil                                                              | Ecuador                                                                | 4 – 0                                                                  | Bolivia                                                                | Qual. Mondiali 2026                                                    | -                                                                      | 69’                                                                    |
| 21-3-2025                                                              | Quito                                                                  | Ecuador                                                                | 2 – 1                                                                  | Venezuela                                                              | Qual. Mondiali 2026                                                    | -                                                                      | 62’                                                                    |
| 5-6-2025                                                               | Guayaquil                                                              | Ecuador                                                                | 0 – 0                                                                  | Brasile                                                                | Qual. Mondiali 2026                                                    | -                                                                      | 78’                                                                    |
| 10-6-2025                                                              | Lima                                                                   | Perù                                                                   | 0 – 0                                                                  | Ecuador                                                                | Qual. Mondiali 2026                                                    | -                                                                      | 77’                                                                    |
| Totale                                                                 |                                                                        | Presenze                                                               | 14                                                                     |                                                                        | Reti                                                                   | 2                                                                      |                                                                        |